# Yaya Dillo Djérou
Yaya Dillo Djérou (18 de dezembro de 1974 – Jamena, 28 de fevereiro de 2024) foi um político chadiano, líder da oposição.

## Vida
Radicado na região sudanesa de Darfur, Djérou foi engenheiro de telecomunicações, deixou o Movimento Patriótico de Salvação (MPS), partido do presidente Idriss Déby, e tornou-se líder de uma junta revolucionária ("président du collège révolutionnaire") à frente de uma organização chamada Plataforma para a Mudança, Unidade e Democracia (SCUD), uma aliança rebelde. Em 14 de outubro de 2005, quando o governo de Idriss Déby teve que admitir deserções no exército, especialmente dos zaghawa, etnia do presidente, esses desertores estavam sob a liderança de Djérou. O grupo declarou que pretendia depor Déby. Para abrir negociações com o governo, ele exigiu a libertação de todos os presos políticos.
Abandonou a rebelião armada para se tornar ministro do governo de Déby. Foi nomeado para o Ministério da Agricultura e depois para o Ministério de Minas e Energia.
Posteriormente foi embaixador do Chade na Comunidade Económica e Monetária da África Central (CEMAC) de junho de 2018 a 11 de maio de 2020. Como presidente do Partido Socialista Sem Fronteiras (PSF), também foi candidato às eleições presidenciais chadianas de 2021.
Em meio a uma crise durante a pandemia de covid, denunciou um “conflito de interesses” em um vídeo que se tornou viral. Segundo ele, a fundação da primeira-dama Hinda Déby Itno se apropria indevidamente dos fundos de alguns ministérios, principalmente nos setores de saúde e educação. Tal acusação o levou a ser exonerado de seu cargo de embaixador e indiciado por difamação.
Em 28 de fevereiro de 2021, as forças de segurança invadiram a casa de Yaya Dillo Djérou em N'Djamena, matando cinco de seus parentes, incluindo sua mãe e filho. Uma declaração do governo diz que o ataque era uma operação para prender Dillo. Duas outras pessoas também foram mortas e cinco ficaram feridas na luta que se seguiu.

## Morte
Dillo foi morto em 28 de fevereiro de 2024, depois que o escritório de seu partido foi cercado e atacado pelo exército chadiano em meio a distúrbios devido às eleições políticas anunciadas.